# 解静娴
解静娴（1983年10月31日—）是一位自中国上海的钢琴家。解静娴四岁开始学习钢琴，曾經師從郑曙星，曾就读于上海音乐学院附中以及上海音樂學院。後來前往德國慕尼黑音乐戏剧学院學習。2009年起成为上海音乐学院附中的一位教师，後來又在上海音乐学院任教。解静娴還會开飞机。